# Озо, Дэвид
Дэвид Икечукву Озо (англ. David Ikechukwu Ozoh; родился 6 мая 2005, Валенсия) — английский футболист, полузащитник клуба «Кристал Пэлас», выступающий на правах аренды за «Дерби Каунти».

## Клубная карьера
Воспитанник «Кристал Пэлас», Дэвид Озо дебютировал в основном составе клуба 21 января 2023 года в матче Премьер-лиги против «Ньюкасл Юнайтед».

## Карьера в сборной
Выступал за сборную Англии до 18 лет.